# Kanab (rivière)
La rivière Kanab est une rivière de l'Utah et de l'Arizona aux États-Unis, affluent du fleuve Colorado.

## Parcours
La rivière débute dans le comté de Kane, Utah, juste au sud du Grand Bassin et coule sur 145 kilomètres en direction du sud vers le fleuve Colorado. Elle traverse Kanab dans l'Utah, puis rentre dans l'Arizona près de Fredonia, Arizona, et passe à travers une réserve indienne d'amérindiens païutes (Kaibab Indian Reservation) pour se jeter dans le Colorado au niveau du Grand Canyon

## Histoire
La vallée de la rivière Kanab a d'abord été habitée par des amérindiens anasazis dont on peut voir des ruines le long du cours d'eau.